# Osiedle Nad Zalewem (Siedlce)

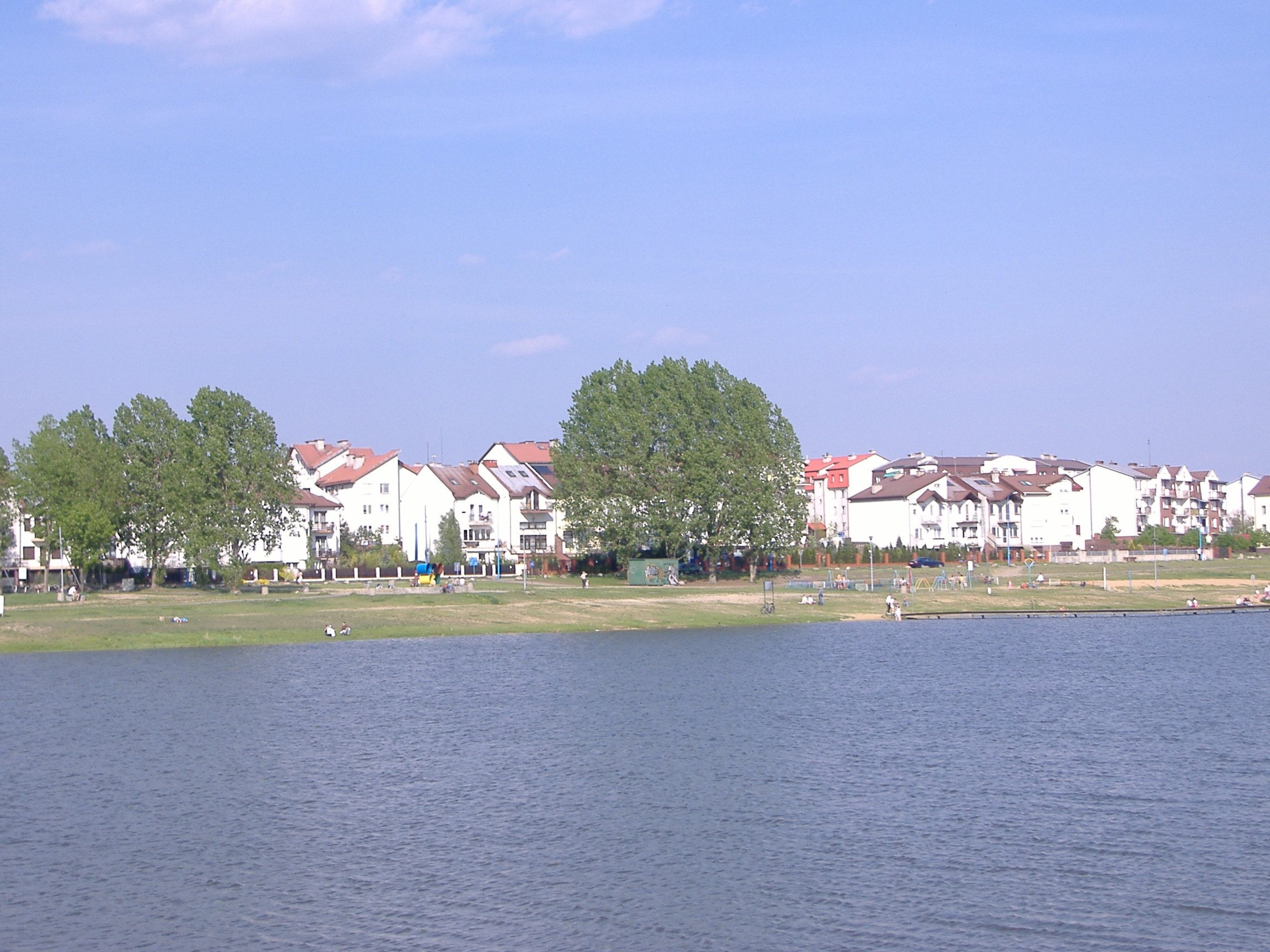
Os. Nad Zalewem (widok od strony zalewu)

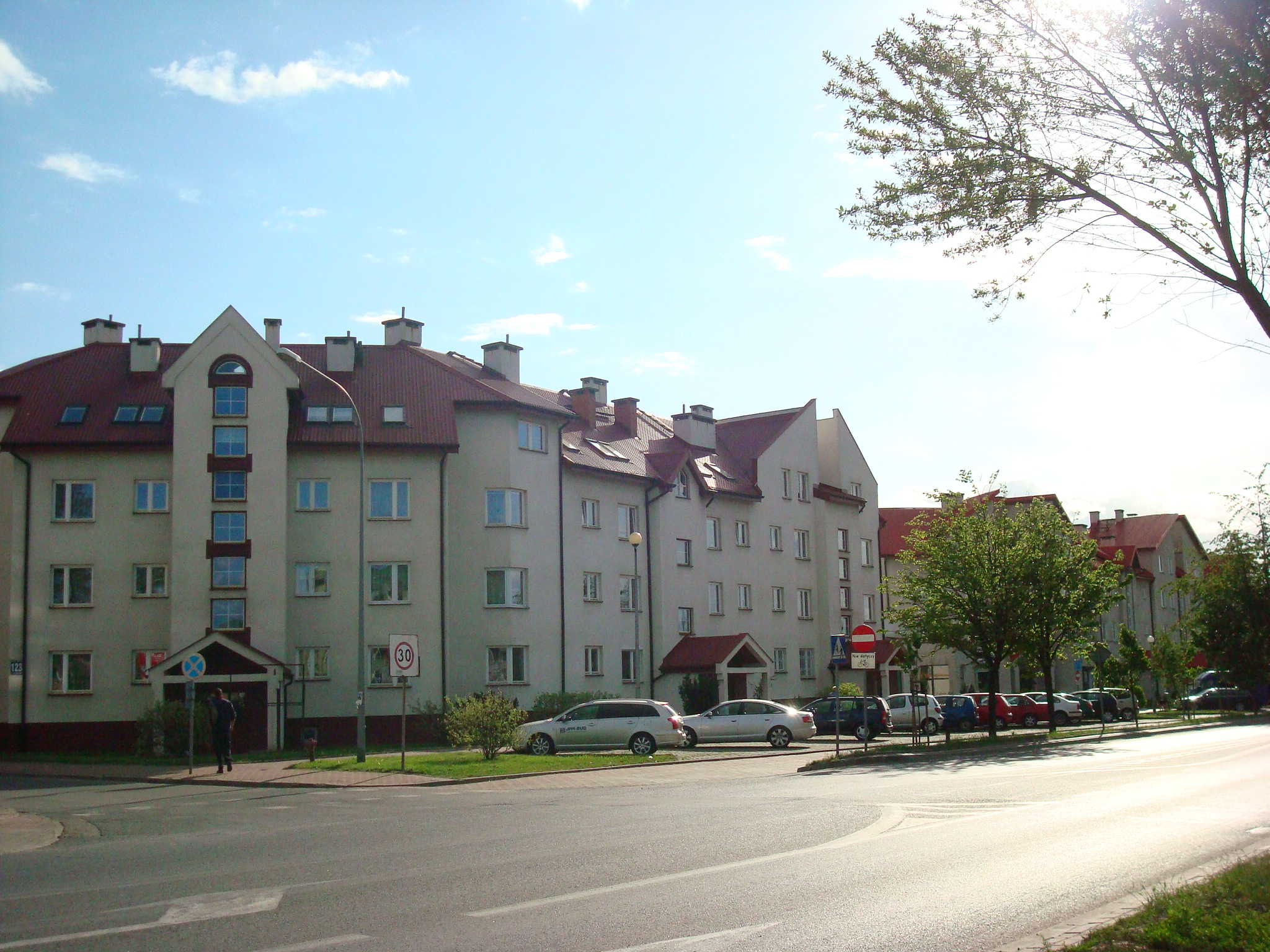
Os. Nad Zalewem (widok od strony ul. Warszawskiej)

Os.  Nad Zalewem – osiedle w Siedlcach, leży w zachodniej części miasta. Osiedle zajmuje obszar ok. 5 ha i w całości zabudowane jest blokami (4-piętrowymi).

## Położenie
Osiedle znajduje się pomiędzy ulicami:
- Warszawską (od północy),
- Poznańską (od wschodu i południa),
- Plażową (od zachodu).

Osiedle graniczy z:
- domami jednorodzinnymi (od wschodu i północy)
- Zajazdem Hetman (od zachodu)
- Zalewem Miejskim (od południa)

## Historia
Budowę osiedla rozpoczęto w 1995, jako ostatnie budowane przez Siedlecką Spółdzielnię Mieszkaniową (SSM), która później miała zajmować się wyłącznie administrowaniem swoimi zasobami (ok. 28 tys. członków); jednak w 2006 roku powrócono do budowy mieszkań, efektem tego było powstanie bloków przy ul. Wodniaków (Os. Roskosz) oraz obecnie budowany przy ul. Granicznej (Os. Tysiąclecia – III etap).